# De Witte (adelsgeslacht)

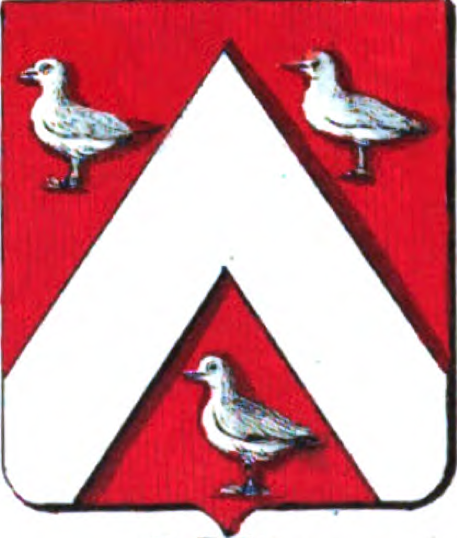
Wapen van de familie de Witte

Het geslacht De Witte is een Zuid-Nederlandse adellijke familie.

## Geschiedenis
In 1686 werd door koning Karel II van Spanje wapenvermeerdering verleend aan twee edellieden: Jacob Antoon de Witte alias Jacques-Antoine de Witte (1629-1688) en zijn neef Gaspard de Witte. 
Jacques-Antoine de Witte was heer van de door hem aangekochte heerlijkheid Leverghem, heer van Doorne, Beke en Terlaeken en burgemeester van Antwerpen in 1682 en 1684. Gaspard de Witte was griffier van de stad Antwerpen. Via de afstammelinge Catherine de Witte (1755-1803) en haar huwelijk met Charles della Faille (1754-1822) kwam de heerlijkheid Levergem bij de familie della Faille terecht.
Charles de Witte (1704-1784) was de voorlaatste feodale heer van deze familie. Hij was getrouwd met Jeanne-Catherine Cavellier.

## Henri de Witte
Henri Jean Marie François de Witte (Mechelen, 15 augustus 1761 - 6 juli 1834), zoon van Charles, verkreeg in 1816, onder het Verenigd Koninkrijk der Nederlanden, erkenning in de erfelijke adel en werd benoemd in de Ridderschap van de provincie Antwerpen. In 1823 kreeg hij de titel baron, overdraagbaar bij eerstgeboorte. Hij werd lid van de Provinciale Staten van Antwerpen.
Hij trouwde in 1819 met Marie-Madeleine de Villegas (1777-1846). Het huwelijk bleef kinderloos. Het echtpaar woonde hoofdzakelijk in Mechelen waar hij overleed in 1834 en zij in 1846. Ze werden allebei in Bever begraven.

## Jean-Joseph de Witte
Jean Joseph Antoine Marie de Witte (Antwerpen, 24 februari 1808 - Parijs, 29 juli 1889), een neef van Henri (hierboven), was een zoon van Jean-Joseph de Witte (1766-1851) en Thérèse Herry (1769-1863).
Hij werd in 1853 erkend in de erfelijke adel, met de titel baron overdraagbaar bij eerstgeboorte. Hij werd archeoloog en numismaat, lid van de Koninklijke Academie van België en geassocieerd lid van het Institut de France.
Hij trouwde in 1843 met Anne de Crespin de Billy (1823-1893) en ze kregen zeven kinderen, onder wie:
- Jean-Joseph Paul de Witte (1844-1894), maire van Maisoncelles-en-Brie. Met talrijke, hoofdzakelijk Franse, afstammelingen tot heden.
- Raymond de Witte (1845-1931), brigade-generaal, trouwde met Marguerite de la Celle (1858-1888) en met Marie Boutaud de Lavilléon (1863-1947). Met Franse afstammelingen tot heden.
- Henry de Witte (1851-1919) trouwde met Jeanne della Faille de Leverghem (1855-1929). Met talrijke Belgische en Franse afstammelingen.
- Jehan de Witte (1855-1937) werd Frans staatsburger en trouwde met Eliane des Isnards-Suze (1865-1939). Deze tak is uitgedoofd.